# Жељова
Жељова је насељено мјесто у Босни и Херцеговини у општини Бановићи које административно припада Федерацији Босне и Херцеговине. Према попису становништва из 1991. у насељу је живјело 340 становника.

## Становништво
| Националност       | 1991.        | 1981.        | 1971.      |
| Срби               | 336 (98,82%) | 301 (90,39%) | 310 (100%) |
| Муслимани          | 0            | 0            | 0          |
| Хрвати             | 0            | 0            | 0          |
| Југословени        | 2 (0,59%)    | 16 (4,80%)   | 0          |
| остали и непознато | 2 (0,59%)    | 16 (4,80%)   | 0          |
| Укупно             | 340          | 333          | 310        |